# 莊耀洸

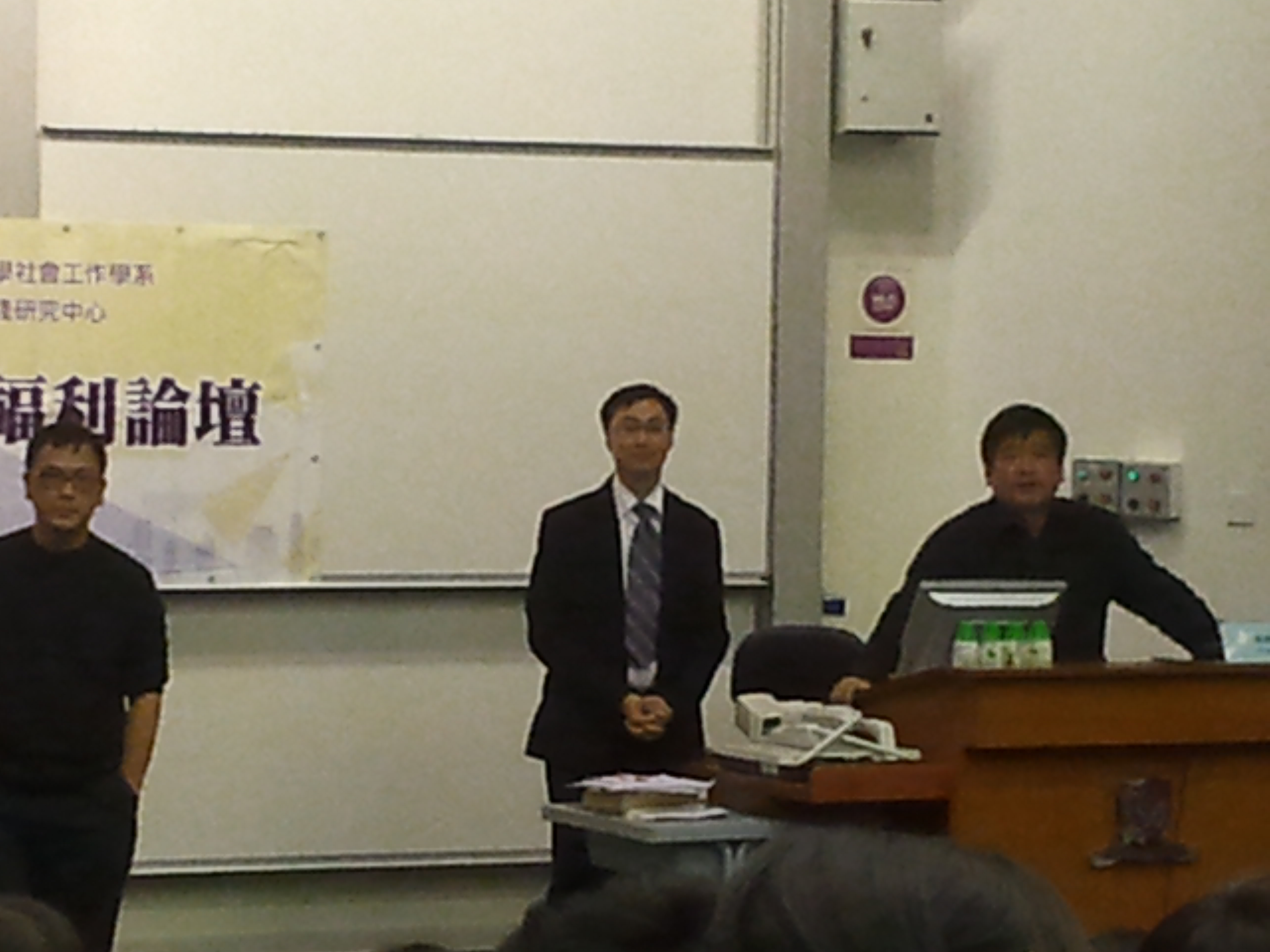
莊耀洸(中)出席研討會

莊耀洸（英語：CHONG, Yiu Kwong），香港律師、社運人士。早前就讀香港中文大學政治及行政系，畢業後擔任司徒華的議員助理。曾經擔任香港中文大學學生會第十九屆幹事會的幹事及香港教育專業人員協會的副會長。

## 背景
莊耀洸早年就讀瑪利諾神父教會學校（1979年小六、1984年中五），而後轉到東華三院甲寅年總理中學完成中六預科學業，並於1987年畢業。他後來於1991年畢業於香港中文大學政治及行政系，畢業後協助司徒華於九龍東立法局選舉的選舉工程，後來出任司徒華的議員助理及港同盟的職員。及後他於香港大學修讀法律，並取得執業律師資格，後來於香港大學取得法學碩士（人權法）學位。
他目前是非執業律師、香港教育大學教育政策與領導學系的高級專任導師及香港教育專業人員協會的副會長。

## 過往職務
- 香港教育專業人員協會權益及投訴部副主任
- 民間人權陣線召集人
- 香港人權監察主席
- 國際特赦組織香港分會執委會成員